# 妮基塔·卡夫
妮基塔·卡夫（英語：Nikita Cuffe，1979年9月26日—），澳大利亚女子水球运动员。她曾代表澳大利亚国家队参加2004年和2008年夏季奥林匹克运动会水球比赛，其中2008年奥运会获得一枚铜牌。